# Xã Belfast, Quận Murray, Minnesota
Xã Belfast (tiếng Anh: Belfast Township) là một xã thuộc quận Murray, tiểu bang Minnesota, Hoa Kỳ. Năm 2010, dân số của xã này là 192 người.